# Chesias sureyata
Chesias sureyata är en fjärilsart som beskrevs av Hans Rebel 1931. Chesias sureyata ingår i släktet Chesias och familjen mätare. Inga underarter finns listade i Catalogue of Life.